# 李源京
李 源京（イ・ウォンギョン、1922年1月15日 - 2007年8月3日）は、韓国の政治家、元駐日大使。

## 経歴
韓国・慶尚北道出身。東京帝国大学法学部中退後、ソウル大学校経済学部卒。1948年、韓国政府が初めて実施した外交官試験に合格。駐日代表部参事官、外務部次官などを歴任した後、1980年に国家保衛立法会議委員に選出された。1983年から1986年まで外務部長官。1988～1991年には外相経験のある「大物大使」として、駐日大使を務めた。日本でも交友関係が広く、知日派とされた。
2007年8月3日、老衰のため死去。85歳没。